# Мы идём широкими полями
«Мы идём широкими полями» — марш РОА, воевавшей во Второй мировой войне на стороне нацистской Германии. Текст в июне 1943 года написал А. Я. Флауме (под псевдонимом А. Флоров), автор музыки — Михаил Давыдов. Песня была записана на пластинку в Берлине в отделе пропаганды «Винета» германского Министерства пропаганды.

## История
А. Я. Флауме, семья которого эмигрировала из РСФСР в Латвию после Гражданской войны, учился на филологическом факультете Латвийского университета, был участником студенческого общества «Рутения». В основу марша РОА он положил своё стихотворение «Тот, кто верен нашему девизу», опубликованное в Риге в 1939 году в поэтическом сборнике «Песенник Рутении». По словам историка Бориса Равдина, песня в поэтическом и содержательном отношении превосходит более ранние марши коллаборационистов.
Немцы распространяли текст марша на листовках и плакатах. В сборнике «Песенник добровольца», изданном в 1943 году в Нарве, были опубликованы ноты. Впервые песня прозвучала 22 июня 1943 года по псковскому радио во время парада, в котором принимала участие первая гвардейская бригада РОА. Деятель НТС Р. В. Полчанинов, посетивший оккупированный Псков в 1943 году, вспоминал, что после приезда в город генерала Власова местный радиоузел ежедневно играл марш РОА.

## После войны
Песню исполняли хор «Валаам», российская R.A.C.-группа «М. Д. П.», группа «Садко».
Философ И. Б. Чубайс в 2016 году говорил, что марш РОА ему «хочется слушать ещё и ещё».

## Текст
| Марш «Мы идём широкими полями» (1943) Мы идём широкими полями На восходе утренних лучей Мы идём на бой с большевиками За свободу Родины своей! Марш вперёд, железными рядами В бой за Родину, за наш народ! Только вера двигает горами, Только смелость города берёт! Только вера двигает горами, Только смелость города берёт! Мы идём вдоль тлеющих пожарищ По развалинам родной страны Приходи и ты к нам в полк, товарищ Если любишь Родину, как мы Марш вперёд, железными рядами В бой за Родину, за наш народ! Только вера двигает горами, Только смелость города берёт! Только вера двигает горами, Только смелость города берёт! Мы идëм, нам дальний путь не страшен Не страшна суровая война Твëрдо верим мы в победу нашу И твою, любимая страна! Марш вперёд, железными рядами В бой за Родину, за наш народ! Только вера двигает горами, Только смелость города берёт! Только вера двигает горами, Только смелость города берёт! | Стихотворение А. Флауме «Тот, кто верен нашему девизу» (1939) Тот, кто верен нашему девизу, Никогда не будет одинок, Мы принять любой готовы вызов И с клинком скрестить клинок. Что бы в жизни ни случилось с нами, Будем с верою глядеть вперёд, Ибо вера двигает горами, Ибо смелость города берёт! Наш девиз гласит о дружбе вечной, Нас ничто, ничто не устрашит, И крестом Георгия отмечен Не напрасно гордый щит. Что бы в жизни ни случилось с нами… Если жертв, лишений и разлуки Наш народ потребует от нас, Мы пожмем друг другу крепко руки, Может быть, в последний раз. Но простимся бодрыми словами, С верой твердою пойдем вперед, Ибо вера двигает горами, Ибо смелость города берет! |